# Батан (село)
Батан (каз. Батан, до 1998 г. — Менжин ) — село в Карасайском районе Алматинской области Казахстана. Входит в состав Новошамалганского сельского округа. Код КАТО — 195237600.

## Население
В 1999 году население села составляло 652 человека (321 мужчина и 331 женщина). По данным переписи 2009 года, в селе проживало 1485 человек (731 мужчина и 754 женщины).